# Суарес, Касимиро
Серхио Касимиро Суарес Эме (исп. Sergio Casimiro Suárez Aimée; 4 марта 1962, Гавана) — кубинский гимнаст, тренер. Участник Олимпийских игр 1980 года. Семь раз принимал участие в чемпионатах мира. Девятикратный чемпион Кубы.

## Карьера

### Выступления
Касимиро Суарес родился 4 марта 1962 в Гаване. Там же окончил Высшую школу физического образования. В течение шестнадцати лет входил в состав сборной Кубы. В 1979 и 1983 году назывался в числе десяти лучших атлетов Латинской Америки.
В 1980 году вошёл в заявку сборной Кубы на Олимпиаду в Москве. Лучший результат показал в упражнениях на перекладине, в которых занял шестое место.
С 1979 по 1987 год становился победителем национального чемпионата в многоборье. Принимал участие в семи чемпионатах мира (1978, 1979, 1981, 1983, 1985, 1987, 1989). В 1979 и 1983 году выигрывал турнир Панамериканских игр в многоборье. В 1979 и 1991 году стал победителем Панамериканских игр в командных соревнованиях. 
В составе сборной Кубы принимал участие в Универсиадах 1981,  1983 и  1985 годов.

### Тренерская деятельность
После завершения выступлений начал работать тренером. С 1991 по 1994 год был главным тренером женской сборной Кубы. С 1995 по 1998 год занимал аналогичную должность в Бразилии. 
В 1998 году был приглашён на должность ассистента тренера женской команды Оклахомского университета, проработал на этом посту до 2000 года. С 2002 по 2011 год работал тренером в Орландо, Флорида. С 2004 года также выполнял обязанности тренера юниорской сборной США. 
С лета 2011 года работает ассистентом тренера мужской команды университета штата Огайо, которая в 2016 и 2017 годах становилась победителем турнира конференции Биг Тен. В 2017 году был признан лучшим ассистентом в NCAA.